# 리광일
리광일(李光一, 1988년 4월 13일~)은 조선민주주의인민공화국의 축구 선수이다. 소백수체육단 소속이며, 포지션은 골키퍼이다. 2011년 AFC 아시안컵에 최종 엔트리에 포함되었지만, 본선 경기에서 기용되지는 않았다.